# Fesches-le-Châtel
Fesches-le-Châtel è un comune francese di 2 284 abitanti situato nel dipartimento del Doubs nella regione della Borgogna-Franca Contea.

## Società

### Evoluzione demografica
Abitanti censiti